# Иван Шарац
Иван Шарац (рођен 23. априла 1989) је босанскохерцеговачки фудбалер хрватског порекла, који тренутно игра за ХШК Зрињски Мостар.